# Chlamydomonas dinobryonii
Chlamydomonas dinobryonii là một loài tảo trong họ Chlamydomonadaceae, thuộc chi Chlamydomonas.